# Elasmothemis constricta
Elasmothemis constricta – gatunek ważki z rodziny ważkowatych (Libellulidae).